# Mitsui O.S.K. Lines
Mitsui O.S.K. Lines (яп. 株式会社商船三井 кабусики-гайся сё:сэн мицуи, TYO: 9104) — японская транспортная компания, в основном занимающаяся морскими грузовыми перевозками. Часть Mitsui Group.

## История
Старейшим предшественником компании является Osaka Shosen Kaisha (OSK Line), компания, которую в 1884 году основали в Осаке 55 судовладельцев в противовес монополисту Mitsubishi. В 1942 году Mitsui & Co., Ltd. отделила своё судоходное подразделение в отдельную компанию Mitsui Steamship Co., Ltd. В 1964 году OSK Line и Mitsui Steamship объединились под названием Mitsui O.S.K. Lines. В 1965 году компания спустила на воду свой первый автомобилевоз, а в 1968 году — контейнеровоз. В 1999 году была поглощена другая крупная японская судоходная компания Navix Line, образовавшаяся десятью годами ранее при слиянии Japan Line и Yamashita-Shinnihon Steamship. В 2004 году была поглощена Daibiru Corporation.

## Руководство
- Коити Муто (яп. 武藤 光一 Муто: Ко:ити, род. 1953) — председатель правления с июня 2015 года, в компании с 1976 года.
- Дзюнъитиро Икэда (яп. 池田 潤一郎 Икэда Дзюнъитиро:, род. 1956) — президент и главный исполнительный директор с июня 2015 года, в компании с 1979 года[4].

## Деятельность
В структуре оборота компании почти половина (49 %) приходится на балкеры, в том числе 21 % на сухогрузы, 14 % на автомобилевозы, 10 % на танкеры и 4 % на транспортировку сжиженного газа; ещё 42 % оборота дали контейнеровозы, 3 % — паромы и пассажирские суда, 6 % — другая деятельность.
По количеству сухогрузов (32 719) компания занимает 4-е место в мире после NYK Line, Oldendorff и China COSCO; по общему водоизмещению танкеров (16,578 млн тонн) — второе после China COSCO; по количеству газовозов (69) — первое; по количеству автомобилевозов (116) — второе после NYK; по количеству перевезённых контейнеров — 11-е место.
Основным регионом деятельности компании является Япония, на неё в 2016 финансовом году пришлось ¥1,432 трлн из ¥1,712 трлн оборота, на остальную Азию — ¥215 млрд, на Европу — ¥36 млрд, на Северную Америку — ¥28 млрд.
В списке крупнейших публичных компаний мира Forbes Global 2000 за 2016 год Mitsui O.S.K. Lines заняла 1285-е место, в том числе 606-е по обороту, 1970-е по чистой прибыли и 1092-е по активам.
| Год                 | 2006  | 2007  | 2008  | 2009  | 2010  | 2011  | 2012   | 2013   | 2014  | 2015  | 2016   |
| ------------------- | ----- | ----- | ----- | ----- | ----- | ----- | ------ | ------ | ----- | ----- | ------ |
| Оборот              | 1367  | 1568  | 1946  | 1866  | 1348  | 1544  | 1435   | 1509   | 1729  | 1817  | 1712   |
| Чистая прибыль      | 113,7 | 120,9 | 190,3 | 127,0 | 12,72 | 58,28 | -26,01 | -178,8 | 57,39 | 42,36 | -170,4 |
| Активы              | 1471  | 1640  | 1901  | 1807  | 1861  | 1869  | 1946   | 2165   | 2365  | 2624  | 2220   |
| Собственный капитал | 424,5 | 550,8 | 679,3 | 623,7 | 659,5 | 660,8 | 637,4  | 535,4  | 679,2 | 782,6 | 541,0  |